# هاجيمي إيجيما
هاجيمي إيجيما (باليابانية: 飯島肇) مواليد 1973م، هو مؤدي أصوات ياباني.

## الأعمال

### مسلسلات أنمي تلفزيونية
- أوجاماجو دوريمي
- سلة الفاكهة
- أوجاماجو دوريمي
- أبطال الديجيتال الجزء الرابع
- لحن الحورية
- إيوريكا سفن
- الزئير التكتيكي
- البؤساء
- لاست إكسايل

### ألعاب فيديو
- كراش نيترو كارت
- كراش توين سانيتي

## وصلات خارجية
- هاجيمي إيجيما على موقع IMDb (الإنجليزية)
- هاجيمي إيجيما على موقع قاعدة بيانات الفيلم (الإنجليزية)
- هاجيمي إيجيما على موقع ANN person (الإنجليزية)